# Славейко Димитров
Славейко Димитров е бивш български футболист, защитник.
Роден е на 12 октомври 1970 г. в София. Играл е за Академик (София), Литекс, Славия, Спартак (Варна), Етър, Локомотив (София), Миньор, Черно море и Ботев (Враца). Четвъртфиналист за купата на страната през 1995 и 1998 със Спартак (Вн) и през 1999 г. с Миньор. В А група има 134 мача и 12 гола. За последно игра за Ботев (Враца) в Б група през есента на 2002 г., но през пролетта отбора се отказа от участие поради финансови причини. За Спартак (Варна) има 7 мача и 1 гол (при победата с 2:1 срещу немския Мюнхен 1860) в турнира Интертото. Автор е и на победния гол за Спартак срещу ЦСКА (2:1) през есента на 1997 г. За националния отбор има 1 мач.

## Статистика по сезони
- Академик (Сф) – 1989/90 – В група, 21/2
- Академик (Сф) – 1990/91 – Б група, 16/1
- Локомотив (Сф) – 1991/92 – А група, 19/1
- Локомотив (Сф) – 1992/ес. – А група, 3/0
- Литекс – 1993/пр. – Б група, ?/?
- Славия – 1993/94 – А група, 23/2
- Спартак (Вн) – 1995/96 – А група, 29/3
- Спартак (Вн) – 1996/ес. - А група, 10/0
- Етър – 1997/пр. - А група, 15/1
- Спартак (Вн) – 1997/98 – А група, 22/5
- Локомотив (Сф) – 1998/ес. - А група, 2/0
- Миньор – 1999/пр. - А група, 8/1
- Спартак (Вн) – 1999/ес. - А група, 8/0
- Черно море – 2000/пр. - Б група, 14/0
- Черно море – 2000/ес. - А група, 5/0
- Ботев (Враца) – 2001/02 – Б група, 21/0
- Ботев (Враца) – 2002/ес. - Б група, 12/1